# Appelscha
Appelscha (Fries: Appelskea, Stellingwerfs: Appelsche) is een dorp in de gemeente Ooststellingwerf, in de Nederlandse provincie Friesland.
Het ligt ten zuidoosten van Drachten, tussen Oosterwolde en Dwingeloo. Op 1 januari 2023 kende het dorp 4.875 inwoners. Onder het dorp vallen ook de buurtschappen Aekinga, De Bult, Oude Willem (deels), Terwisscha en Willemstad.

## Geschiedenis
Appelscha wordt voor het eerst in 1247 als Appels vermeld in het archief van het klooster Dikninge. De uitgang ‘sche’ betekent bos, vandaar de naam Appelsche of Appelscha.
Van oorsprong behoorde het tot het vroegere graafschap Drenthe. Het bestond eeuwenlang slechts uit een klein aantal boerderijen rond de Boerestreek, dat daarvoor Hoog-Appelscha heette, en de buurtschappen Aekinga, Terwisscha en De Bult. Het dorpje had veel last van het verstuivende zand uit de duinen. Het esdorp lag ingeklemd tussen droge zandige heide en nat veen, toen nog de Appelschaster- en Fochteloër venen genaamd. Rond 1450 werden leidijken aangelegd om het zure lekwater afkomstig van het veen uit de akkers te weren.
Vanaf 1827 breidde het dorp met de komst van duizenden Friese arbeiders ten behoeve van de turfwinning uit, en ontstond het huidige dorp. In 1881 werd een begin gemaakt met de aanleg van de bossen. De sociale omstandigheden waren echter zeer slecht en tegen de tijd dat turf veel minder is gaan opbrengen dan steenkool, brak er in 1888 onder de veenarbeiders een grote staking uit. Dit was het begin van georganiseerde stakingen in Nederland. Door deze grote Friese immigratie in de 19e eeuw is Appelscha een Friestalig dorp geworden in een omgeving waar verder Stellingwerfs gesproken wordt.
In 1922 werd in Appelscha een sanatorium voor tuberculosepatiënten geopend, het Friesch Volkssanatorium. Mensen uit de Noordelijke provincies van Nederland genoten hier een bedkuur in de frisse lucht, destijds de remedie tegen tuberculose. Daarom lag het sanatorium in de gezonde bossen rond Appelscha. In 1946 veranderde de naam in Beatrixoord.

## Omgeving en toerisme
Het dorp ligt aan de rand van het 61 km² grote Nationaal Park Drents-Friese Wold en even buiten het dorp ligt de Bosberg en het buitencentrum Drents-Friese Wold van Staatsbosbeheer.
Hiernaast zorgen in de zomermaanden ook de Opsterlandse Compagnonsvaart (als onderdeel van de Turfroute), het Openluchttheater De Koele, het attractiepark Duinen Zathe en de tweewekelijkse (in de bouwvakvakantie wekelijkse) Boerestreekmarkten voor veel bezoek.
In 2007 werd door lezers van HP/De Tijd de Oude Willem, een deel van het natuurgebied tussen Appelscha en Zorgvlied, uitgeroepen tot het mooiste plekje in Nederland.
Ook komen in de omgeving van Appelscha pingoruïnes voor.

## Kerken

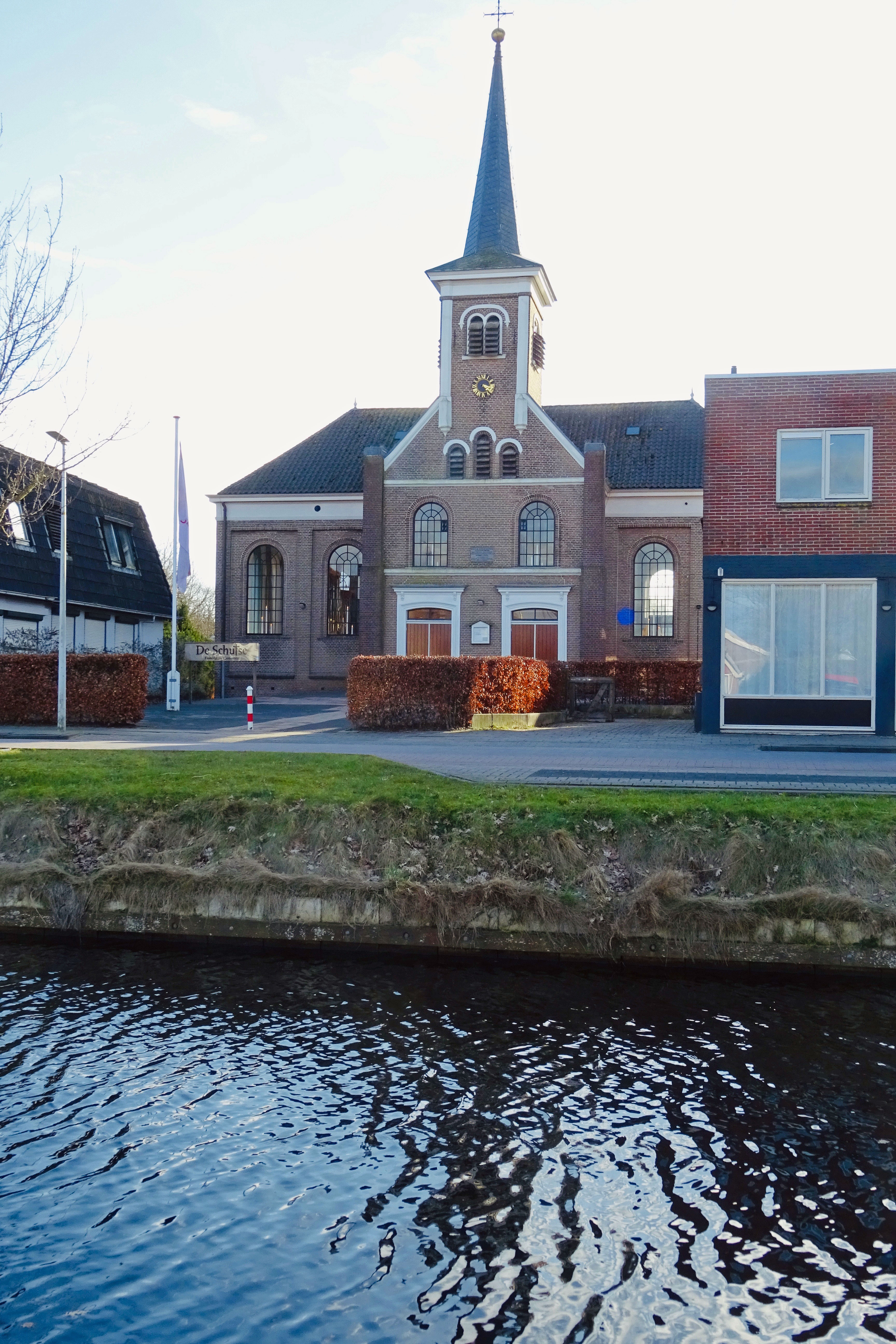
Hervormde kerk
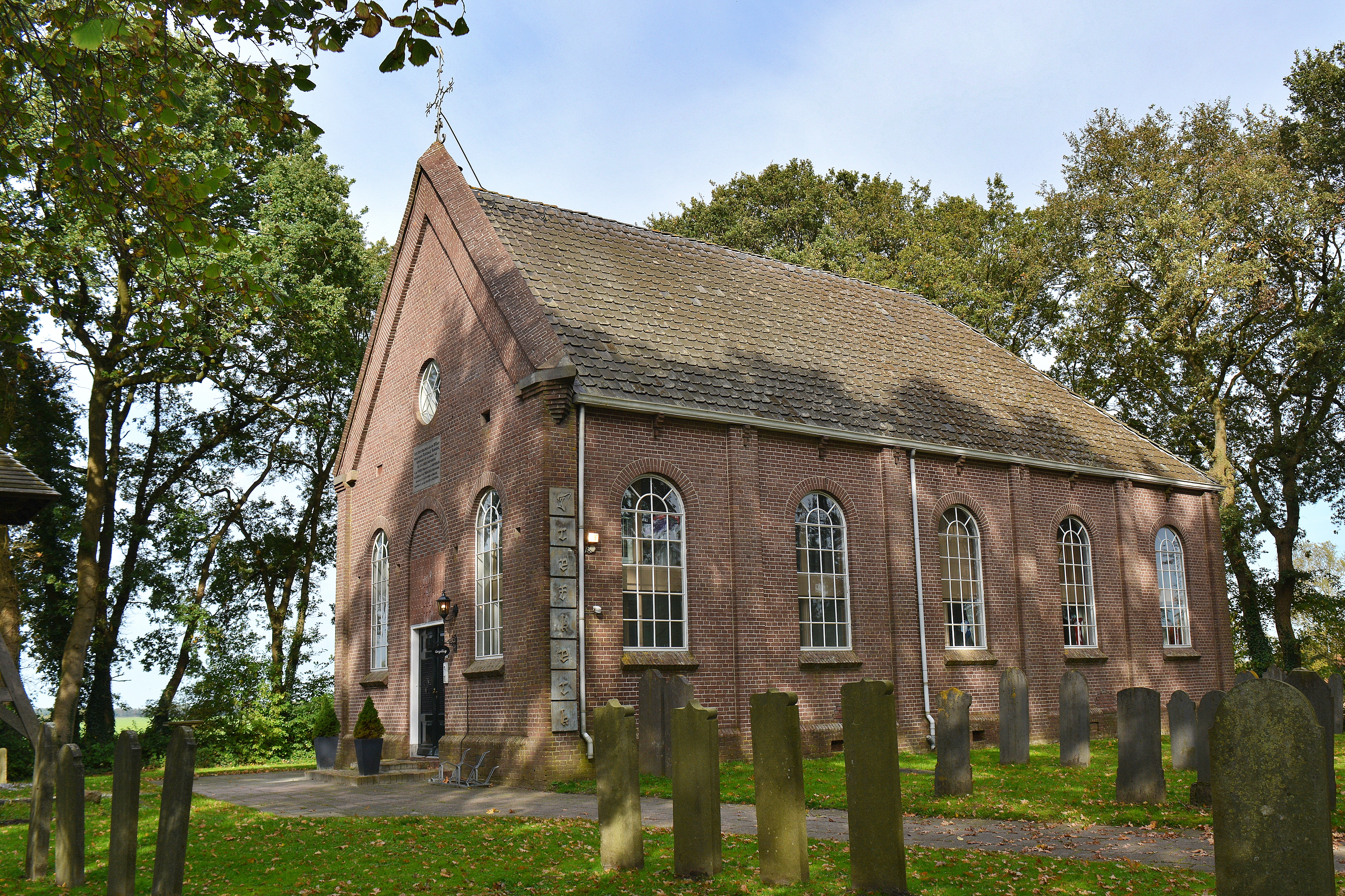
Trefkerk

## Sport
- VV Stânfries, voetbalvereniging
- IJsclub De Friese Grens, schaatsvereniging anno 1873
- AFC Appelscha, Omni-Sportvereniging.
- TCA, Tennisclub Appelscha.
- Manege RCA, Manege Recreatie Centrum Appelscha

## Trivia
- In Appelscha vinden sinds 1933 de Pinksterlanddagen plaats, een jaarlijks anarchistisch festival.
- In 1994 dook een vrij onschadelijk computervirus op, dat de naam Appelscha kreeg door interne tekenreeks Appelscha.[3]
- Van het voormalige sanatorium is alleen nog de röntgenafdeling over. Deze was ingericht als het enige tuberculosemuseum ter wereld. In september 2017 is het museum gesloten.[4]
- Openluchttheater De Koele, in het hart van de Bosberg, bestaat sinds 1947. Het is in 2009 gerenoveerd en heeft ruim 600 zitplaatsen.

## Geboren in Appelscha
- Dragan Bakema (1980), acteur en schrijver
- Jan Herder (1889-1978), boer, timmerman, communist, politicus en publicist
- Anne Vondeling (1916-1979), politicus (PvdA, o.a. minister van Financiën en vicepremier in het kabinet-Cals en Tweede Kamervoorzitter)
- Johnny de Vries (1990), voetballer